# Мурнау-ам-Штаффельзе
Мурнау-ам-Штаффельзе (нем. Murnau am Staffelsee, бав. Murnau am Staffesee) — община в Германии, в земле Бавария.
Подчиняется административному округу Верхняя Бавария. Входит в состав района Гармиш-Партенкирхен. Население составляет 12 262 человека (на 31 декабря 2010 года). Занимает площадь 38,05 км².
Место связано с именем Василия Кандинского; мурнаусские городские пейзажи — важная часть наследия художника.